# Horváth Bence (kajakozó)
Horváth Bence (Tata, 1992. augusztus 1. –) magyar kajakozó, U23-as világbajnok.

## Eredményei
Szomolányi Mátéval az U23-as vb-ken kettes 200 méteren 2011-ben 11., 2013-ban harmadik, 2015-ben világbajnok lett. A 2013-as gyorsasági kajak-kenu Európa-bajnokságon K2 200 méteren (Szomolányi) hetedik volt.
2016-ban a duisburgi olimpiai pótkvalifikációs versenyen férfi kajak egyes 200 méteren megszerezte Magyarországnak a riói kvótát. Később a II. válogatón megnyerte a 200 méter egyest, majd a szétlövést párosban is megnyerte, hiszen a második válogatón kikaptak a Tótka-Molnár világbajnok párostól. A moszkvai Európa-bajnokságon 200 méter párosban ezüstérmes lett párjával, Szomolányi Mátéval. Tagja volt a riói olimpiára nevezett válogatottnak, de atipusos doppingmintái miatt kikerült a csapatból. 2016 decemberében a Magyar Kajak-Kenu Szövetség fegyelmi bizottsága felmentette, mivel nem tudta igazolni, hogy Horváth tiltott anyagokat használt.
Egy 2017 júniusában elvégzett doppingvizsgálaton megbukott EPO használatával. Ezért négyéves eltiltást kapott, valamint megfosztották a 2017-ben elért vb és Eb ezüstérmétől. 2023 nyarától versenyzett újra, de egy ellenőrzés során megtagadta a mintaadást, ezért nyolc évre tiltották el.

## Díjai, elismerései
- Az év magyar kajakozója (2017[5])